# Septoria ulmariae
Septoria ulmariae är en svampart som beskrevs av Oudem. 1876. Septoria ulmariae ingår i släktet Septoria och familjen Mycosphaerellaceae.   Inga underarter finns listade i Catalogue of Life.